# Polypedilum
Polypedilum is een muggengeslacht uit de familie van de Dansmuggen (Chironomidae).

## Soorten
- P. acifer Townes, 1945
- P. acutum Kieffer, 1915
- P. aegyptium Kieffer, 1925
- P. albicorne (Meigen, 1838)
- P. albicornis (Meigen, 1838)
- P. albinodus Townes, 1945
- P. albosignatum Kieffer, 1925
- P. amoenum Goetghebuer, 1930
- P. angustum Townes, 1945
- P. apfelbecki (Strobl, 1900)
- P. apicatum Townes, 1945
- P. artifer (Curran, 1930)
- P. arundineti (Goetghebuer, 1921)
- P. aviceps Townes, 1945
- P. barboyoni Serra-Tosio, 1984
- P. bicrenatum Kieffer, 1921
- P. braseniae (Leathers, 1922)
- P. californicum Sublette, 1960
- P. calopterus (Mitchell, 1908)
- P. cinctum Townes, 1945
- P. convictum (Walker, 1856)
- P. convictus (Walker, 1856)
- P. cultellatum Goetghebuer, 1931
- P. dudichi Berczik, 1957
- P. elongatum Albu, 1980
- P. exsectum (Kieffer, 1916)
- P. fallax (Johannsen, 1905)
- P. floridense Townes, 1945
- P. fuscipennis (Meigen, 1818)
- P. gomphus Townes, 1945
- P. halteralis (Coquillett, 1901)
- P. hirtiforceps (Kieffer, 1926)
- P. illinoensis (Malloch, 1915)
- P. intermedium Albu & Botnariuc, 1966
- P. isocerus Townes, 1945
- P. labeculosus (Mitchell, 1908)
- P. laetum (Meigen, 1818)
- P. laetus (Meigen, 1818)
- P. lene (Becker, 1908)
- P. lotensis Moubayed-Breil, 2007
- P. malickianum Cranston, 1989
- P. mellense (Goetghebuer, 1942)

- P. nubeculosum (Meigen, 1804)
- P. nubeculosus (Meigen, 1804)
- P. nubens (Edwards, 1929)
- P. nubifer (Skuse, 1889)
- P. octopunctatum (Thunberg, 1784)
- P. ontario (Walley, 1926)
- P. ophioides Townes, 1945
- P. parascalaenum Beck, 1962
- P. pardus Townes, 1945
- P. parvum Townes, 1945
- P. pedatum Townes, 1945
- P. pedestre (Meigen, 1830)
- P. pedestris (Meigen, 1830)
- P. pterospilus Townes, 1945
- P. pulchrum Albu, 1980
- P. pullum (Zetterstedt, 1838)
- P. quadriguttatum Kieffer, 1921
- P. saetheri Moubayed-Breil, 2007
- P. scalaena (Schrank, 1803)
- P. scalaenum (Schrank, 1803)
- P. scirpicola (Kieffer, 1921)
- P. sordens (Wulp, 1874)
- P. subcultellatum Sublette, 1960
- P. sulaceps Townes, 1945
- P. tetracrenatum Hirvenoja, 1962
- P. trigonus Townes, 1945
- P. tritum (Walker, 1856)
- P. tritus (Walker, 1856)
- P. uncinatum (Goetghebuer, 1921)
- P. vanderplanki Hinton, 1951
- P. vibex Townes, 1945
- P. wittei (Freeman, 1955)